# Aux Forges de Vulcain
Cet article possède un paronyme, voir La Forge de Vulcain.
Aux Forges de Vulcain est une maison d'édition française, créée en 2010 par de jeunes chercheurs.

## Histoire
La maison d'éditions Aux Forges de Vulcain a été officiellement créée par de jeunes chercheurs à Paris en 2010, après une phase de test en 2009, chercheurs désireux initialement de diffuser certains essais et travaux scientifiques leur tenant à cœur, avant de se lancer parallèlement, dès leur deuxième ouvrage, dans l'édition de fictions. La maison gère donc trois collections « papier », Essais, Sciences et Fiction, ainsi qu'une collection numérique introduite en 2013 et quelques ouvrages "hors collection" (principalement des livres d'art).
La maison se signale presque dès l'origine par certaines ambitions éditoriales patrimoniales remarquées : elle entreprend par exemple dès 2010 l'édition intégrale, avec de nouvelles traductions, de l'œuvre fictionnelle de William Morris, entreprise saluée notamment par le Prix spécial du jury aux Imaginales 2013,.
Dans un entretien de 2018 avec Amandine Glévarec et David Meulemans, l'un des fondateurs définit la ligne éditoriale comme « de la littérature générale qui a un peu d’imagination, et de la littérature de genre qui a des ambitions littéraires. Plus précisément encore, les Forges de Vulcain, c’est du réalisme magique, de la SF littéraire, de la fantasy littéraire, du fantastique littéraire. » Bien que relativement atypique et située à la croisée des genres, la maison est régulièrement consultée dans diverses enquêtes conduites par la presse spécialisée ou non,,,.
La maison gagne en notoriété avec le succès remporté auprès des libraires (prix Libr'à Nous, sélections Cultura et Fnac), puis des lectrices et des lecteurs, par le premier roman de Gilles Marchand, Une bouche sans personne, en 2016.
La maison est partenaire du Labo de l'édition de Paris & Co, en liaison aussi avec DraftQuest, le moteur d'aide et d'entraînement à l'écriture développé par l'un des fondateurs.
La maison fait partie, aux côtés notamment de La ville brûle, de Plein Jour, d'Emmanuelle Collas et de La Belle Colère, du collectif d'éditeurs indépendants rassemblés autour des éditions Anne Carrière pour partager divers moyens techniques et logistiques.